# Bruno Campanella
Bruno Campanella (Bari, 6 gennaio 1943) è un direttore d'orchestra italiano.

## Formazione
Muove i primi passi musicali mentre frequenta il liceo classico Orazio Flacco a Bari. Dopo la maturità classica, Campanella si trasferisce a Firenze per diplomarsi in composizione e direzione d'orchestra diplomandosi in tali discipline al conservatorio Luigi Cherubini di Firenze. Studia composizione con Nino Rota e Luigi Dallapiccola, direzione d'orchestra con Hans Swarowsky e Thomas Schippers. Si laurea in Filosofia con una dissertazione sulla filosofia delle religioni buddhiste.

## Carriera artistica
Alla fine degli anni settanta Campanella comincia ad acquisire fama internazionale di specialista del Belcanto. 
Dal 1992 al 1995 è stato direttore stabile al Teatro Regio di Torino; continua poi la collaborazione in qualità di primo direttore ospite. Inaugura la stagione d'opera del Teatro: nel 1993 con I Capuleti e i Montecchi di Vincenzo Bellini, regia Giorgio Marini, scene Lauro Crisman, costumi Ettora D’Ettorre; nel 1994 con La Fille du régiment di Gaetano Donizetti, regia Luca Ronconi, scene Margherita Palli, costumi Carlo Diappi; nel 1999 con The Rake's Progress di Igor' Fëdorovič Stravinskij, regia John Cox, scene e costumi David Hockney.
Da segnalare l'omaggio del maestro alla sua città natale, con la registrazione (8 gennaio 2002) della Cecchina, ossia la buona figliuola di Niccolò Piccinni (orchestra: Serenissima Pro Arte, cantanti: Alessandra Ruffini, Bruno Praticò, Gabriella Morigi, Giuseppe Morino, Maria Angeles Peters, incisione: Nuova Era).
In occasione dei cent'anni dalla nascita di Nino Rota, Rai 5 ha dedicato a quest'ultimo alcuni programmi ed una rassegna, chiusa il 4 dicembre 2011 con l'opera Il cappello di paglia di Firenze, in scena al Teatro alla Scala di Milano con la direzione di Bruno Campanella, la regia, le scene e i costumi di Pierluigi Pizzi e il tenore peruviano Juan Diego Flórez nel ruolo di Fadinard.
Campanella collabora regolarmente con i maggiori teatri d'Italia e del mondo: ad esempio La Scala di Milano, La Fenice di Venezia, il Teatro dell’Opera di Roma, il Metropolitan Opera di New York, il Lyric Opera di Chicago, l'Opera di San Francisco, l'Opéra National de Paris, la Royal Opera House di Londra, la Staatsoper di Vienna, il Liceu di Barcellona, il Teatro Municipal di Santiago del Cile, l'Opéra de Montréal, il New National Theatre di Tokyo.
Il suo repertorio comprende, fra gli altri, anche i lavori di Verdi, Rota, Stravinskij, Britten.
Tra gli artisti da lui diretti: June Anderson, Cecilia Bartoli, Kathleen Battle, Rockwell Blake, Renato Bruson, Fiorenza Cedolins, Alessandro Corbelli, Enzo Dara, Natalie Dessay, Mariella Devia, Juan Diego Flórez, Bruce Ford, Raúl Giménez, Alfredo Kraus, Jennifer Larmore, Eva Mei, Giovanni Meoni, Katia Ricciarelli, Luciana Serra, Lucia Valentini Terrani, Paula Almerares.

## Premi e riconoscimenti
- Premio della Critica e disco d'oro per Don Pasquale, registrazione live (Nuova Era, 1989) effettuata a Torino.[2]
- Nel 2002 il Ministero della Cultura della Francia gli ha assegnato il titolo di officier de l'Ordre des Arts et des Lettres (ufficiale dell'Ordine delle Arti e delle Lettere), durante una recita del Barbiere di Siviglia al Teatro dell'Opéra National de Paris.[3]
- Il 15 marzo 2009, in occasione di una recita dell'Italiana in Algeri, è stato festeggiato il venticinquesimo anniversario dal suo debutto al Teatro Regio di Torino; il sovrintendente Walter Vergnano gli ha consegnato una targa celebrativa.
- Il 20 dicembre 2017, nell'auditorium dell'Hainan International Convention and Exhibition Center di Haikou, in Cina, gli è stato conferito un Oscar della Lirica.

## Incisioni
Tra le sue incisioni:
- Bel Canto Arias, con Kathleen Battle (CD Deutsche Grammophon, 1993).
- Don Pasquale, con Enzo Dara e Luciana Serra (CD Nuova Era, 1988).
- Il barbiere di Siviglia, con Rockwell Blake e Luciana Serra (CD Nuova Era, 1987).
- La Cenerentola, con Cecilia Bartoli e Enzo Dara (DVD Decca Records, 1996).
- La Fille du Régiment, con June Anderson e Alfredo Kraus (CD EMI, 1986).
- La Fille du Régiment, con Natalie Dessay e Juan Diego Flórez (DVD Virgin Classics, 2007).
- L'ajo nell'imbarazzo, con Enzo Dara e Luciana Serra (CD Fonit Cetra, poi Warner Music Group, 1994).
- La traviata, con Renato Bruson, Mariella Devia e Giuseppe Filianoti (DVD La Voce, Inc., 2006).
- L'italiana in Algeri, con Jennifer Larmore, Bruce Ford e Simone Alaimo (DVD TDK Music, 2007).
- Macbeth, con Carlos Àlvarez, Marija Hulehina e Roberto Scandiuzzi (DVD Opus Arte, 2005).
- Norma, con Fiorenza Cedolins, Vincenzo La Scola e Nidia Palacios (DVD La Voce, Inc., 2004).